# Askebergets naturreservat
Askebergets naturreservat är ett naturreservat i Arjeplogs kommun i Norrbottens län.
Området är naturskyddat sedan 2023 och är 272 hektar stort. Reservatet ligger sydväst om sjön Uddjaure och omfattar berget Askeberget och  består av gran och tallskog.